# Ивамидзава
Ивамидзава (яп. 岩見沢市 Ивамидзава-си) — город на севере Японии, на острове Хоккайдо, юго-западнее города Асахикава и северо-восточнее Саппоро. Административный центр округа Сорати. Статус города Ивамидзава получил 1 апреля 1943 года.
Площадь города составляет 481,10 км², население — 86 570 человек (30 июня 2014), плотность населения — 179,94 чел./км².

## Породнённые города
Ивамидзава породнена с городом Покателло, США.

## Транспорт
- JR Hokkaido — Станция Ивамидзава